# Cis obsoletus
Cis obsoletus là một loài bọ cánh cứng trong họ Ciidae. Loài này được Reitter miêu tả khoa học năm 1880.